# Via Valèria
Via Valèria (Via Valeria en llatí, en grec ἡ Οὐαλερία ὁδός, segons Estrabó) va ser una antiga via romana de les més importants, que sortia de Roma, o més concretament de Tibur i anava cap al Lacus Fucinus, al país dels marsis, i continuava cap a l'Adriàtic fins a la desembocadura de l'Aternus.
No es coneix la seva data de construcció, però s'ha suposat que va ser obra de Marc Valeri Màxim, que va ser censor l'any 307 aC juntament amb Gai Juni Bubulc Brut. Era una continuació de la Via Tiburtina, que conduïa de Roma a Tibur, i encara que tots els Itineraris parlen de la Via Valèria, en temps d'Estrabó encara es mantenia la divisió, ja que diu clarament que la via Valèria conduïa des de Tibur fins al país dels marsis i a Corfinium, al país dels pelignes.
Tal com en parla Estrabó, se suposaria que al seu temps la via arribava fins a Corfinium, però no era així, ja que s'aturava a Cerfennia (avui Collarmele) al peu del mons Imeus, on hi havia un coll costerut i difícil per on no passava la via. No va ser fins al temps de l'emperador Claudi que es va continuar fins a la desembocadura de l'Aternus. Aquest tram va portar en un principi el nom de via Claudia Valeria, nom que va durar poc, ja que després tota la carretera des de Roma dins a l'Adriàtic s'anomenava només Valèria, tal com diu l'Itinerari d'Antoní.
Les estacions segons l'Itinerari d'Antoní i prenent per sortida Roma, eren: 
- Tibur (Tívoli)
- Carseoli (Carsoli)
- Alba Fucens (Alba)
- Cerfennia (Santa Felicita)
- Corfinium (San Pelino)
- Interpromium (Osteria di San Valentino)
- Teate (Chieti)

La segona part de la via l'Itinerari l'inicia a Pescara i el segueix fins a Ancona (on trobava la Via Flamínia), amb les següents estacions: 
- Ostia Aterni (Pescara)
- Hadria (Atri)
- Castrum Novum (Giulia Nuova)
- Castrum Truentium (a la boca del Tronto)
- Castellum Firmanum (Porto di Fermo)
- Potentia (Potenza)
- Numana (Humana)
- Ancona.[1]